# 지리산빨치산토벌전시관
지리산빨치산토벌전시관(智異山-討伐展示館)은 경상남도 산청군에 있는 역사 전시관이다.
지리산 천왕봉으로 오르는 길목인 중산관광단지 내 산청군 시천면 중산리에 있다. 산청군청이 총 사업비 16억 원을 투입해 2001년에 건립하여 개관했다.  2층 건물로 약 145평 규모이다.
한국 전쟁을 전후하여 지리산을 중심으로 이루어진 조선인민유격대에 대한 토벌 작전과 관련된 실물 자료와 모형 등이 전시되어 있다. 실내전시관에는 유격대와 토벌대에 대한 역사적 사실, 총기류, 압수품, 사진 자료와 문학 작품, 영상물 등이 전시되어 있고, 야외전시관에는 복원된 유격대 아지트와 토벌대가 당시에 사용했던 중장비 무기, 조형 작품 등이 있다. 유격대원과 토벌대원이 손을 잡고 있는 조각품이 놓여있는 등 화해와 평화를 주제로 하고 있다.
전시관의 명칭에 '빨치산'을 넣을 것인지 '공비'라는 표현을 쓸 것인지를 놓고 설립 과정에서 논란을 빚은 바 있다. 산청군청은 전시관 건립과 함께 지리산 내원골 등지에 빨치산루트라는 관광코스도 개발하였는데,  전시관 입장료 수익액이 연간 약 1,100만원에 불과하여 관리가 제대로 되고 있지 않다는 지적이 있다.

## 사진첩

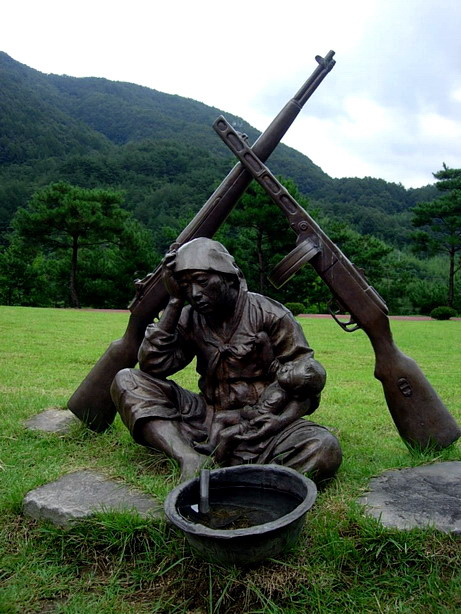
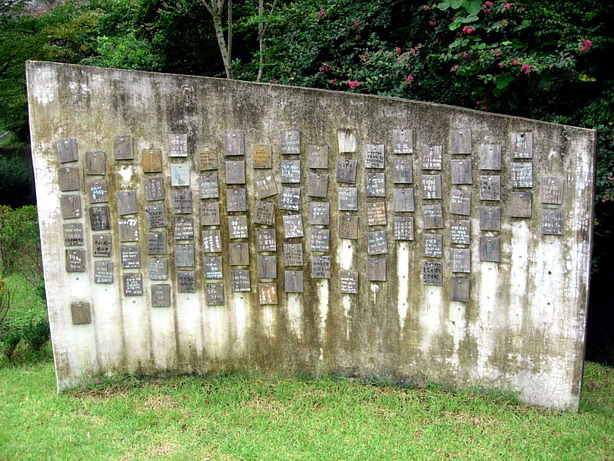
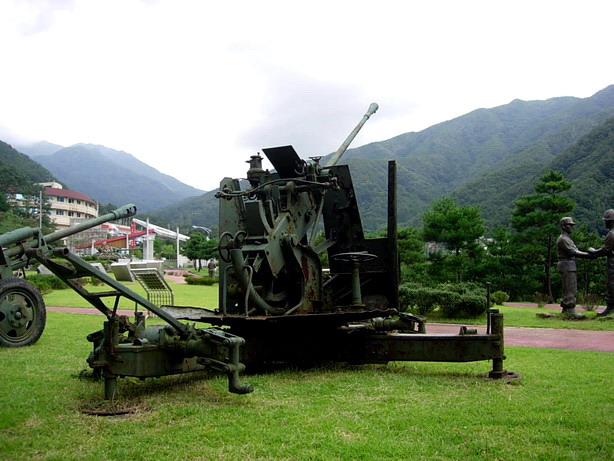
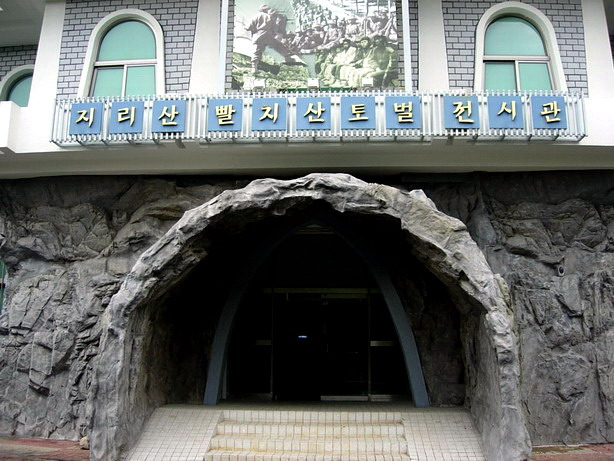
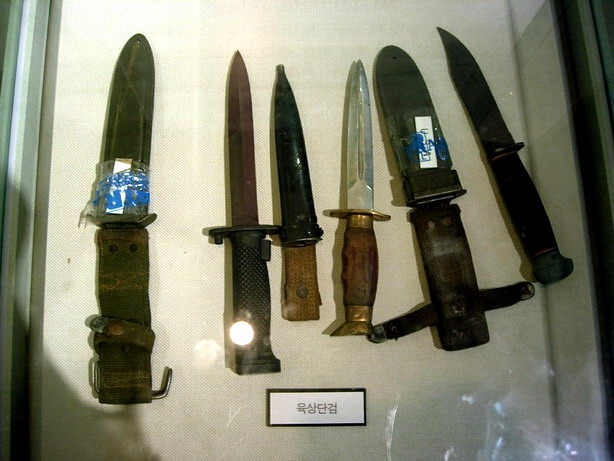
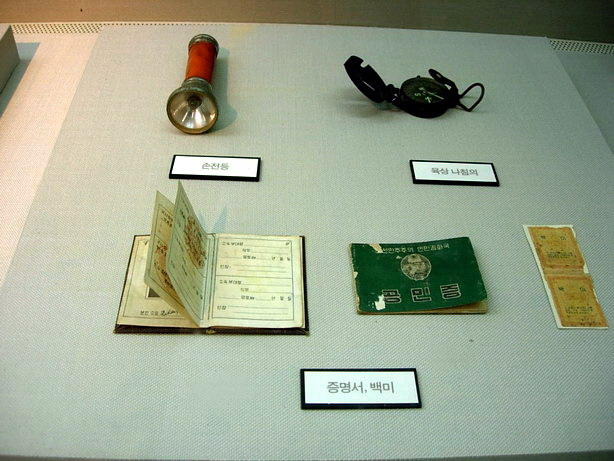
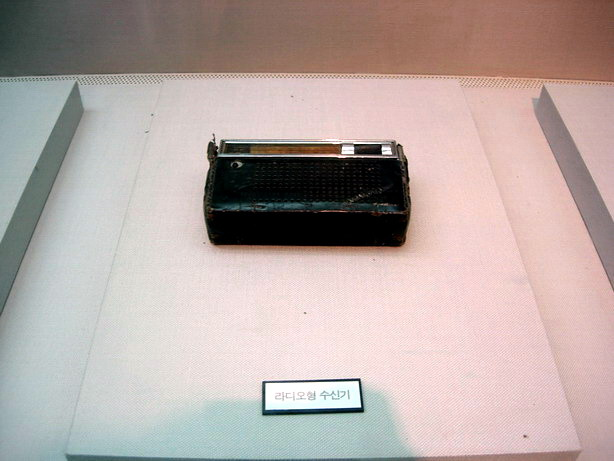
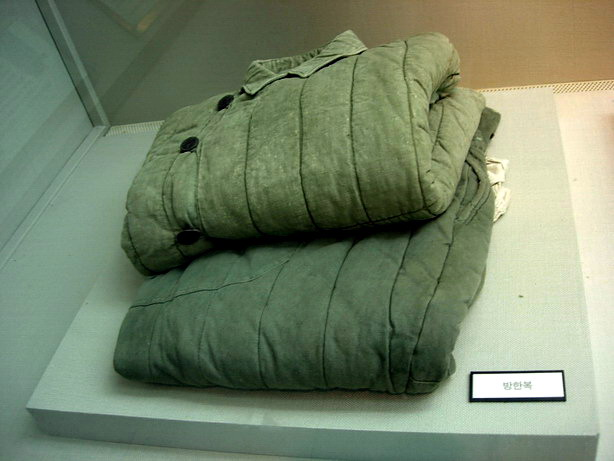

## 같이 보기
- 지리산
- 조선인민유격대
- 지리산전적기념관